# 欧鲁 (洛泽尔省)
欧鲁（法語：Auroux，法語發音：[oʁu]）是法国洛泽尔省的一个市镇，位于该省东北部，属于芒德区。

## 地理
欧鲁（44°45'10"N, 3°43'38"E）面积35.09 平方千米，位于法国奧克西塔尼大區洛泽尔省，该省份为法国南部内陆省份，北起上盧瓦爾省和康塔爾省，西接阿韦龙省，南至加尔省，东临阿尔代什省。
与欧鲁接壤的市镇（或旧市镇、城区）包括：沙斯塔涅、圣让拉富尤斯、格朗里约、诺萨克-丰塔讷、圣博内-拉瓦勒。
欧鲁的时区为UTC+01:00、UTC+02:00（夏令时）。

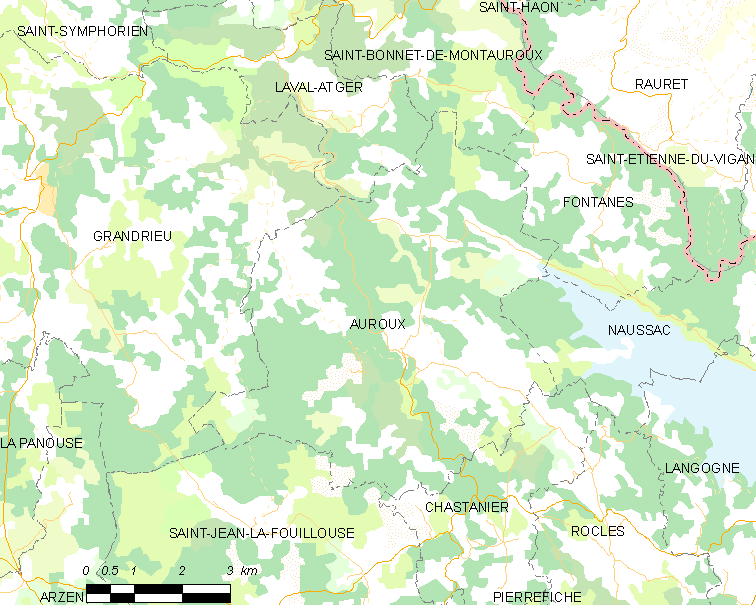
欧鲁的OSM定位图

### 水文
沙波魯河流经境内。

## 行政
欧鲁的邮政编码为48600，INSEE市镇编码为48010。

## 政治
欧鲁所属的省级选区为朗戈涅县。

## 人口

1962-2008年间欧鲁人口变化图示

欧鲁于2022年1月1日时的人口数量为365人。